# 新华路336号
新华路336号（又稱曾仲鸣住宅）位于中華人民共和國上海市长宁区新华路336号。

## 历史
建于1926年，占地面积780平方米，建筑面积为1200平方米，风格为法国花园住宅，宅前宅后均有花园，曾经是汪精卫秘书曾仲鸣住宅。1947年12月21日陈纳德和陈香梅结婚后都租借在此居住，1949年离开前往香港。1950年董竹君从愚园路1294号（原愚园路1320弄1号）搬来此居住直到迁出至北京，现为1982年迁至此的上海民族乐团和上海轻音乐团使用，同时也是竹笛考级的地点。2018年进行过整体修缮。